# 戦車第4師団 (日本軍)
戦車第4師団（せんしゃだいよんしだん）は、大日本帝国陸軍の機甲師団の一つ。本土防衛用に3個戦車連隊を主力に編成された。

## 沿革
- 1944年（昭和19年）7月 - 戦車、騎兵、野戦砲兵、工兵、輜重兵各学校教導部隊を基幹に師団編成し、第36軍に属した。

## 師団概要

### 歴代師団長
- 名倉栞 中将：1944年（昭和19年）7月8日 - 1945年8月12日[1]
- （心得）閑院宮春仁王 少将：1945年（昭和20年）8月12日 - 1945年8月16日[1]
- 名倉栞 中将：1945年（昭和20年）8月16日[1] -

### 参謀長
- 角健之 大佐：1944年（昭和19年）7月8日 - 1944年9月21日[2]
- 矢野隆衷 大佐：1944年（昭和19年）9月21日 - 終戦[3]

### 戦車第4師団の所属部隊
- 戦車第28連隊
- 戦車第29連隊
- 戦車第30連隊
- 戦車第4師団高射砲隊
- 戦車第4師団通信隊
- 戦車第4師団整備隊
- 戦車第4師団輜重隊
- 戦車第4師団機関砲隊（昭和20年4月編成）